# 黄尾刺尾鱼
黄尾刺尾鱼（学名：Acanthurus thompsoni）为輻鰭魚綱鱸形目刺尾鱼科刺尾鱼属的鱼类，於1923年首次被美國動物學家Henry Weed Fowler正式描述為Hepatus thompsoni，其模式產地為夏威夷歐胡島。

## 分布
本魚分布于印度太平洋區，包括印度洋中部诸岛、东至夏威夷群岛、向北至日本以及西沙群岛等。

## 深度
水深0至119公尺。

## 特徵
本魚體側扁，口小，鼻短，成魚的上顎有20或21顆牙齒，下顎有24顆牙齒，體為深橄欖褐色或黑藍色，胸鰭下有一黑斑。各魚鰭顏色與體色相同，尾柄兩側各具一根硬棘，尾鰭白色，呈新月狀，背鰭硬棘9枚、背鰭軟條23-26枚、臀鰭硬棘3枚、臀鰭軟條23-26枚，體長可達27公分。

## 生態
本魚成魚生活在深水域，幼魚則在淺水區活動，遭受威脅時會以尾部硬棘攻擊敵人，屬雜食性，以藻類及動物碎屑為食。

## 經濟利用
可作為食用魚及觀賞魚。

## 扩展阅读
維基物種上的相關：黄尾刺尾鱼